# Baleia-franca-do-atlântico-norte
A baleia-franca-do-atlântico-norte (Eubalaena glacialis) é um cetáceo da família Balaenidae encontrado nas águas temperadas do Atlântico Norte.
Apesar de originalmente ter sido comum por todo o Atlântico Norte, é hoje em dia encontrada essencialmente ao longo da costa norte-americana sendo que a população do Atlântico Norte Europeu está criticamente ameaçada. A WWF calcula a população total de indivíduos desta espécie entre 300 e 350 animais.
A sua caça (assim como a de outras baleias-francas), que existiu pelo menos desde o século X, era particularmente popular devido à particularidade dos animais abatidos ficarem a flutuar depois de mortos (ao contrário de outras espécies) facilitando o trabalho dos baleeiros, e dando origem ao seu nome em Inglês, right whale, ou seja, a "baleia certa", por ser considerada a melhor baleia para caçar.
A facilidade com que a baleia-franca-do-atlântico podia ser caçada em grande escala levou a que o seu número se reduzisse de tal forma que por volta de 1700 já tinha perdido a maior parte da sua importância económica.
As baleias francas do Atlântico Norte adultas medem entre 13-17 metros de comprimento e pesam aproximadamente 40.000 a 80.000 kg. As fêmeas são maiores que os machos; a maior fêmea medida possuía 18,5 m, enquanto o maior macho possuía 17,1 m. Jovens baleias-francas medem cerca de 4 m. Podem atingir 90 toneladas, e supostamente até 106 t.[carece de fontes?]